# داي نايت داي نايت
داي نايت داي نايت (بالإنجليزية: Day Night Day Night)‏ هو فيلم دراما تم إنتاجه في ألمانيا وفرنسا والولايات المتحدة وصدر سنة 2006.

## الميزانية الإيرادات
حقق الفيلم أرباح تقدر بـ 35 ألف دولار.

## وصلات خارجية
داي نايت داي نايت على موقع IMDb (الإنجليزية)
- داي نايت داي نايت على موقع ميتاكريتيك (الإنجليزية)
- داي نايت داي نايت على موقع روتن توميتوز (الإنجليزية)
- داي نايت داي نايت على موقع نتفليكس (الإنجليزية)
- داي نايت داي نايت على موقع ألو سيني (الفرنسية)
- داي نايت داي نايت على موقع Turner Classic Movies (الإنجليزية)
- داي نايت داي نايت على موقع أول موفي (الإنجليزية)
- داي نايت داي نايت على موقع بوكس أوفيس موجو (الإنجليزية)
- داي نايت داي نايت على موقع فيلمافينيتي (الإسبانية)
- داي نايت داي نايت على موقع قاعدة بيانات الأفلام السويدية (السويدية)